# Transformator z rozdzielonymi uzwojeniami
Transformator z rozdzielonymi uzwojeniami (ang. separate winding transformer) – jest to szczególny przypadek transformatora trójuzwojeniowego o jednakowych napięciach znamionowych uzwojeń dolnego napięcia (DN) i stosunku mocy znamionowych GN:DN:DN = 100:50:50. Rozdzielenie uzwojeń dolnego napięcia na dwie, nie powiązane ze sobą galwanicznie części ma na celu ograniczenie prądów zwarcia w sieci.
Przy jednakowym obciążeniu obydwu uzwojeń dolnego napięcia, napięcia na ich zaciskach są jednakowe, toteż uzwojenia DN mogą być traktowane, jakby były połączone równolegle. Transformator pracuje wówczas jak zwykły transformator dwuuzwojeniowy o impedancji zwarcia:
{\displaystyle {\underline {Z}}_{k}={\underline {Z}}_{G}+{\frac {1}{2}}{\underline {Z}}_{D},}
gdzie:
{\displaystyle {\underline {Z}}_{G},} {\displaystyle {\underline {Z}}_{D}} – impedancje uzwojeń odpowiednio górnego i dolnego napięcia.
Transformatory te stosowane są między innymi jako transformatory potrzeb własnych bloku wytwórczego lub jako transformatory obniżające 110 kV/SN do zasilania dużych miast oraz sporadycznie jako transformatory elektrowniane, przekazujące moc z dwóch generatorów do sieci.
| Moce znamionowe uzwojeń GN/DN1/DN2, MVA                                                                                         | 32/16/16            | 40/20/20            | 63/31,5/31,5        |
| Napięcie znamionowe górnego uzwojenia, kV                                                                                       | 115                 | 115                 | 115                 |
| Napięcia znamionowe (jednakowe) uzwojenia DN, kV                                                                                | 6,3-6,6-16,5-22     | 6,3-6,6-16,5-22     | 6,3-6,6-16,5-22     |
| Zakres regulacji przekładni pod obciążeniem po stronie GN                                                                       | ±10% w ±6 stopniach | ±10% w ±6 stopniach | ±10% w ±6 stopniach |
| Układy połączeń | YNd11d11            | YNd11d11            | YNd11d11            |
| Sposób chłodzenia | ONAF                | ONAF                | ONAF                |
| Straty jałowe, kW | 23                  | 26                  | 41                  |
| Straty obciążeniowe, kW (zasilanie uzwojenia GN, zwarte obydwa uzwojenia DN)                                                    | 200                 | 238                 | 360                 |
| Napięcie zwarcia, %, odniesione do mocy pojedynczego uzwojenia DN: para uzwojeń GN-DN1 para uzwojeń GN-DN2 para uzwojeń DN1-DN2 | 18 18 34            | 18 18 34            | 18 18 34            |
| Masa całkowita, Mg | 49,5                | 59                  | 73                  |
| Masa części wyjmowalnej, Mg | 26,5                | 31                  | 41,5                |
| Masa oleju, Mg | 12,5                | 16,5                | 17                  |
| Masa transportowa, Mg | 41,5                | 47                  | 55                  |

## Ograniczanie prądu zwarcia

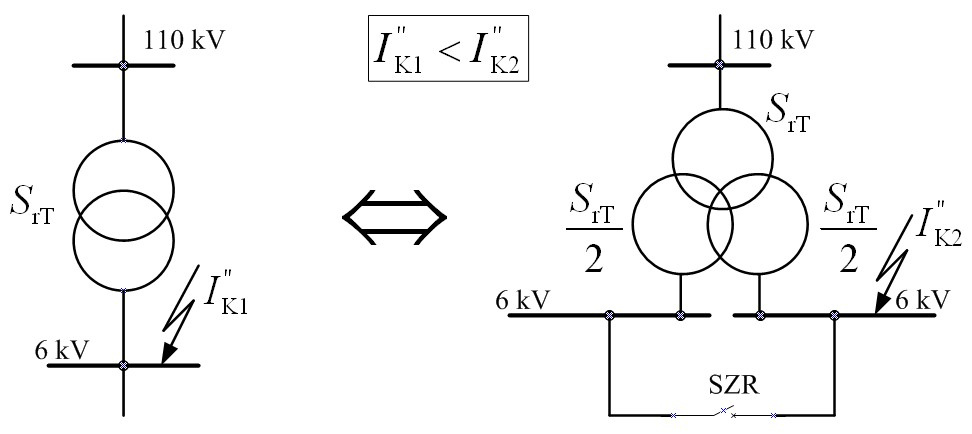
Wykorzystanie transformatora z uzwojeniami dzielonymi do ograniczania prądów zwarcia po stronie średniego napięcia

W przypadku gdy zastosowanie transformatora dwuuzwojeniowego 110/SN o mocy znamionowej {\displaystyle S_{rT}} wiąże się ze zbyt dużą wartością prądu zwarcia, możliwe jest zastosowanie transformatora trójuzwojeniowego 110/SN/SN, przy czym dla każdego uzwojenia moc po stronie SN wynosi {\displaystyle S_{rT}/2.} Pozwala to na ograniczenie prądu zwarcia, a dodatkową korzyścią jest zachowanie stosunkowo wysokiego poziomu napięcia (nawet 90% napięcia znamionowego) na zaciskach uzwojenia SN nie objętego zwarciem, przy zwarciu po stronie drugiego uzwojenia SN.
Zastąpienie transformatora dwuuzwojeniowego transformatorem z rozdzielonymi uzwojeniami zmniejsza co najmniej do połowy prądy zwarcia trójfazowego w obwodach zasilanych z uzwojeń dolnego napięcia.